# Gary Kikaya
Gary Kikaya (República Democrática del Congo, 4 de febrero de 1980) es un atleta  especializado en la prueba de 400 m, en la que consiguió ser medallista de bronce mundial en pista cubierta en 2004.

## Carrera deportiva
En el Campeonato Mundial de Atletismo en Pista Cubierta de 2004 ganó la medalla de bronce en los 400 metros, llegando a meta en un tiempo de 46.30 segundos, tras el granadino Alleyne Francique y el jamaicano Davian Clarke.